# Szász István Tas
Szász István Tas (Kolozsvár, 1938. július 15. –) erdélyi magyar orvos, szakíró, közíró, szerkesztő, Szász István (1899) fia.

## Életútja
Dr. Szász István Tas általános és pszichiáter szakorvos, címzetes főorvos, egészségpolitikus, szakíró, író, költő és kultúrszervező. Született 1938. július 15-én Kolozsváron. Apja dr. szövérdi Szász István gazdamérnök, az Erdélyi Magyar Gazdasági Egyesület (EMGE) utolsó ügyvezető alelnöke, a Bolyai Egyetem egyik alapító tanára. Anyja Hort Idy a Trianon utáni, kolozsvári – Janovics Jenő alapította – magyar színház egykori jeles művésznője. Iskoláit a kolozsvári Református Kollégiumban kezdte (államosítása után 2. sz. Magyar Fiúközépiskola) és itt is érettségizett ún. vörös diplomával az akkori szabályok szerint 10 osztály elvégzése után, 1954-ben. Felsőfokú tanulmányait a Marosvásárhelyi Orvosi és Gyógyszerészeti Intézetben (ma MOGYE) kezdte, de onnan 1959-ben, ötödéves korában, az egyetemek egyesítésének évében, az ott létrehozandó román szekció szervezését megelőző megfélemlítő kampány során, 1956-ra hivatkozó vádak alapján kizárták. A hivatalos indoklás az elvtelen szolidaritás, illetve ellenséges magatartás volt. Mint ólombányász, burkoló kőműves, majd ólomkeretes ablakkészítő betanított munkás dolgozott Borsabányán, Aranyosgyéresen és Kolozsváron. Élmunkásként vették vissza az egyetemre, és 1962-ben szerezte meg orvosi diplomáját. 1962-től körzeti orvos volt a a szilágysági Kusalyban, majd a Maros mentén, Tompaházán és Csombordon. A háziorvosi szakvizsga és főorvosi vizsga letétele után pszichiátriai szakosodásra versenyezett Bukarestben, és kalandos körülmények között került Kolozsvárra. Ezután szakvizsgázott, s a kolozsvári Pszichiátriai Klinika orvosa lett. Részt vett a kolozsvári Mentálhigiénés Központ megszervezésében. Az intézmény létrejötte után azonban törvénytelenül Kolozsborsára helyezték ki a bűnöző idült elmebetegeket ellátó kórházba. Ekkor kérte visszahonosítását Magyarországra, amit három és fél év után, amikor is  mindenükről le kellett mondaniuk, kapott meg. Itt először tíz évig Pápakovácsiban, majd nyugdíjazásáig Leányfalun volt körzeti orvos.

## Szakírói, közírói munkássága
Alapításától kezdve bekapcsolódott a Magyar Orvosi Kamara munkájába, a területi munka mellett a  kamara Hippokratész kuratóriumának elnöke volt másfél évtizeden át. közben 2004-től az Alapellátó Orvosok Országos Szövetségének is elnöke, nyugállományba vonulása után  örökös elnöke. 45 éve foglalkozik írással is. 2007-ben a Magyar Írószövetség majd a Magyar Irodalomtörténeti Társaság is tagjává választotta. Tanulmányai és naplójegyzetei eddig hét kötetben láttak napvilágot, ezenkívül megjelent három verseskötete, memoárja, episztolái és az egykor a szülőházában kiadott kolozsvári Hitel című nemzetpolitikai szemle tíz évfolyamának történetével és utóéletével kapcsolatos hat kötete. Eddigi  31 már megjelent kötete mellett 55 könyvnek,antológiának társszerzője. 36. éve szervezője az Erdélyi Művészek Leányfalun kiállítás és irodalmi est sorozatnak, melyben eddig mintegy százötven erdélyi képzőművészt, írót, irodalom és művészettörténészt, előadóművészt mutatott be a közönségnek. Kárpát-medence szerte, néhányszor Nyugaton is tartott és tart előadásokat, könyvbemutatókon szerepel, könyvadományokat terjeszt, televíziós- és rádióműsorokban vesz részt és több dokumentumfilmnek is szereplője, munkatársa volt. Immáron több mint 90 lapban és folyóiratban közölt közel 2000 írást. Különösen fontos, hogy 2018-ban jelent meg 927 oldalas nagy kötete a kolozsvári Hitel nemzetpolitikai szemle (1935-1944)  10 évfolyamának általa – napjaink olvasatában – elmagyarázott teljes feldolgozása,. 2022-ben pedig a Tamási Áron és a Hitel csoport által szervezett Vásárhelyi Találkozó monográfiáját is megjelentette. Külön fontosságot tulajdonít az 1962 óta minden adventre elküldött episztoláinak, melyeket az elektronika jóvoltából már több mint 800 címre juttat el a száz egynéhány postai cím mellett. 2023-ban adták ki ezek harmadik kiadását, immáron 40 év fennmaradt leveleivel Égi-földi várakozásaink címmel. 2019 óta a Százak Tanácsának tagja. A Leányfalun – lakásában – működő, általa alapított Hitel Múzeum Galériában rendszeresen fogad csoportokat. A múzeum díjmentesen látogatható.

## Kötetei
- Adventi levelek (episztolák, Csávossy György előszavával. Accordia, Budapest, 2001)
- Trianon sodrásában (önéletrajz, Lászlóffy Aladár előszavával. Accordia, Budapest, 2001. 2. kiadás uo. 2002)
- Nemzet és kisebbség keresztje (naplójegyzetek, esszék,  Csapody Miklós előszavával. Accordia, Budapest, 2002)
- Árnyéklovaglás (versek, Czegő Zoltán előszavával. Accordia, Budapest, 2002)
- Dr. Egyszerű Családorvos elmélkedései (glosszák, Accordia, Budapest, 2002)
- Az egészségügyi reform forgatagában I.-II. kötet (egészségpolitikai írások, Accordia, Budapest, 2002)
- Kockázat (versek, Bertha Zoltán előszavával. Accordia, Budapest, 2005)
- Záloghazák. (nemzet- és kisebbségpolitikai írások, Nagy Pál előszavával. Státus, Csíkszereda, 2005)
- Beszédes hallgatás. Három Hitel és ami utána következett. (sajtótörténeti tanulmány. Kriterion, Bukarest-Kolozsvár, 2007)
- Humus Sapiens (naplójegyzetek, Kocsis István bevezetőjével. Mackensen, Budapest, 2008)
- Levelek Európából (naplójegyzetek, Mackensen, Budapest, 2008)
- Az egészség nem ügy (egészségpolitikai írások, prof. em. Dr. Brooser Gábor előszavával. Mackensen, Budapest, 2008)
- Égi földi várakozásaink (episztolák Csávossy György előszavával. Pharma Press, Budapest, 2013)
- Határtalan gondjaink (naplójegyzetek, Pharma Press, Budapest, 2013)
- Főhajtás (Tanulmányok, esszék, beszédek, Pharma Press, Budapest, 2013)
- Palackposta Erdélyből (a kolozsvári Hitel szerzőinek kései üzenetei, Bakos István előszavával. Kairosz, Budapest, 2013)
- Szemléletváltás közben (pillanatképek a magyar egészségügy öt évéből, prof.em. Kellermayer Miklós előszavával. Pharma Press, Budapest, 2013)
- Hályog az üvegszemen (versek, Jancsó Miklós előszavával. Pharma Press, Budapest, 2013)
- Dr. Egyszerű Családorvos elmélkedései (glosszák, a szerző rajzaival, Pharma Press, Budapest, 2013)
- Transzszilván szemmel, összmagyar szívvel (hat nagy tanulmány, Jancsó Alapítvány, Budapest, 2015)
- Magyarország-Európa-Függetlenség (tanulmány, Balaton Akadémia Kiadó, Keszthely,2018)
- Hitel Nemzetpolitikai Szemle (egy szolgáló nemzedék üzenetei napjaink olvasatában, Jancsó Alapítvány-Faluház és Ravasz László Könyvtár,  Budapest, 2018)
- A nemzetpolitika útján (naplójegyzetek, Dr. Kövesdy Pál előszavával. Faluház és Ravasz László Könyvtár, Leányfalu, 2018)
- Öröklött szolgálat (a kolozsvári Hitel nemzetpolitikai szemle és munkatársai emlékét, a lap szellemiségét ápoló tanulmányok és egyéb írások, Jancsó Alapítvány-Faluház és Ravasz László Könyvtár, Leányfalu, 2018)
- Újraélesztés (a 2012. május 30-án a Magyar Írószövetségben a kolozsvári Hitel folyóiratról rendezett konferencia anyaga kiegészítve, Jancsó Alapítvány-Faluház és Ravasz László Könyvtár, Leányfalu, 2018)
- Transzszilván szemmel, összmagyar szívvel II. (tanulmányok, Faluház és Ravasz László könyvtár-Hitel Múzeum Galéria Alapítvány, Budapest, 2022)
- A Vásárhelyi Találkozó 1937 (Lényeg egy vita takarásában Marosvásárhely 1937, Hitel Múzeum-Galéria Alapítvány, Budapest, 2022)
- Égi-földi várakozásaink (40 év episztolái. Hitel Múzeum-Galéria Alapítvány kiadásában. Budapest, 2023.)
- A múltat végképp megjegyezni (Albrecht Dezső, a Hitel főszerkesztője. Hitel Múzeum-Galéria Alapítvány, Leányfalu 2023)
- Párbeszéd (egy megnevezni nem kívánt partnerrel kinek nem a személye, hanem ismereteinek és ebből fakadó véleményének gyökerei érdekesek. Hitel Múzeum-Galéria Alapítvány, Leányfalu 2023)
- Kalangyában (esszék, előadások, beszédek, megemlékezések, recenziók, a szerzővel készített riportok és egyéb írások 2013-2024. Hitel Múzeum-Galéria Alapítvány, Leányfalu 2024 )
- Kovásznemzet (naplójegyzetek, 2018.április 8.-2024.december 31. Hitel Múzeum-Galéria Alapítvány, Leányfalu 2025)
- Sorsunk Európa (20 tanulmány, Hitel Múzeum-Galéria Alapítvány, Leányfalu 2025)

Az itt felsorolt 34 kötet mellett még számos antológia és összefoglaló mű társszerzője.

## Díjai
- Házi Gyermekorvosok Egyesületének tiszteletbeli tagja (1999)
- Békássy Koppány háziorvosi életmű díj (2000, Magyar Orvosi Kamara)
- MOK Média Díj (2000, Magyar Orvosi Kamara)
- Hippokratész Emlékérem (2003, Magyar Orvosi Kamara)
- Leányfaluért (2004, Önkormányzat)
- Emléklap a hűségért (2009, Nemzeti Kötelék Kuratórium)
- Címzetes Főorvos (2011, OALI)
- Márton Áron-emlékérem (2013)[2]
- Leányfalu Díszpolgára (2014, Önkormányzat)
- Magyar Orvosi Kamaráért oklevél (2014, Magyar Orvosi Kamara)
- Az Emberi Erőforrások Minisztériumának életművét elismerő miniszteri oklevele (2016)
- MAGYAR ÉRDEMREND lovagkeresztje polgári tagozat (2020)
- Haza Embere oklevél (a Százak Tanácsától, 2023)
- Magyar Orvos Írók és Képzőművészek Körének életműdíja (2023)
- Teleki Pál érdemérem (Bethlen Gábor Alapítvány, 2024)
- Megbékélési és Együttműködési díj ( Charta XXI, 2025)